# 藤田俊哉 (実業家)
藤田俊哉（ふじた としや、1957年10月9日 - ）は、日本の実業家でヴィンクス取締役会長執行役員。

## 経歴
1980年 大阪工業大学工学部卒業後、同年4月 株式会社ダイエー入社。
2001年12月 株式会社ダイエー情報システム(旧株式会社ヴィクサス、2013年4月1日付でヴィンクスが吸収合併)移籍リテイルシステム事業部企画開発部長。2002年3月 ソリューション事業部営業3部長。
2003年10月 ソリューション事業部営業1部長兼ソリューションビジネス部長。
2004年9月 ソリューション事業部ソリューション企画部長。2006年3月 流通システム事業部流通ビジネス部長。2006年9月 流通システム事業部長。2007年6月 執行役員。2010年6月 取締役。2012年4月 常務取締役。
2013年4月 ヴィンクスに吸収合併により同社取締役常務執行役員。2013年6月 取締役専務執行役員。
2015年11月 代表取締役社長執行役員。2019年3月 取締役会長執行役員。